# ダイアモンド☆ユカイの歴史浪漫
ダイアモンド☆ユカイの歴史浪漫（ダイアモンドユカイのれきしろまん）は、J:COMチャンネルにて放送されているテレビ番組である。

## 概要
歴史好きでも知られるダイアモンド☆ユカイが、さまざまな逸話を持つ神社等の名跡を紹介する。

## 出演
- ダイアモンド☆ユカイ
- 塩野潤二（ナレーター）

## スタッフ
- 構成：荒川慎司
- 音効：長濱麻衣子
- デザイン：山本悠樹
- CG/MA：IMAGICA
- 撮影：熊谷亮
- 音声：山内英史
- ヘアメイク：武井君江
- 演出：栗原健輔
- プロデューサー：森田晃靖／清水勇／大野美穂
- 協力：築土神社／鎧神社／兜神社／鳥越神社／稲荷鬼神社／神田明神
- 画像提供：国立国会図書館
- 制作：MCT
- 制作著作：J:COM